# Flaxlanden
Flaxlanden är en kommun i departementet Haut-Rhin i regionen Grand Est (tidigare regionen Alsace) i nordöstra Frankrike. Kommunen ligger i kantonen Mulhouse-Sud som tillhör arrondissementet Mulhouse. År 2022 hade Flaxlanden 1 368 invånare.

## Befolkningsutveckling
Antalet invånare i kommunen Flaxlanden
| Referens: INSEE |